# Acacia reficiens
Acacia reficiens é uma espécie de leguminosa do gênero Acacia, pertencente à família Fabaceae.